# Campionat d'Espanya de trial femení
El Campionat d'Espanya de trial femení, regulat per la federació espanyola de motociclisme (RFME, Real Federación Motociclista Española), és la màxima competició de trial en categoria femenina que es disputa a l'estat espanyol.

## Llista de guanyadores
A 3 de desembre de 2024
| Temporada | Campiona          | Motocicleta |
| --------- | ----------------- | ----------- |
| 2003      | Laia Sanz         | Beta        |
| 2004      | Laia Sanz         | Montesa     |
| 2005      | Laia Sanz         | Montesa     |
| 2006      | Laia Sanz         | Montesa     |
| 2007      | Laia Sanz         | Montesa     |
| 2008      | Laia Sanz         | Montesa     |
| 2009      | Laia Sanz         | Montesa     |
| 2010      | Laia Sanz         | Montesa     |
| 2011      | Sandra Gómez      | Gas Gas     |
| 2012      | Mireia Conde      | Beta        |
| 2013      | Mireia Conde      | Beta        |
| 2014      | Sandra Gómez      | Ossa        |
| 2015      | Elisabet Solera   | Ossa        |
| 2016      | Berta Abellán     | Beta        |
| 2017      | Berta Abellán     | Beta        |
| 2018      | Berta Abellán     | Beta        |
| 2019      | Neus Múrcia       | Gas Gas     |
| 2020      | Berta Abellán     | Vertigo     |
| 2021      | Berta Abellán     | Vertigo     |
| 2022      | Mariona Tasias    | TRRS        |
| 2023      | Laia Pi           | Beta        |
| 2024      | Denisa Pecháčková | TRRS        |

## Estadístiques

### Campiones amb més de 3 títols
A 3 de desembre de 2024
| Pilot         | Títols |
| ------------- | ------ |
| Laia Sanz     | 8      |
| Berta Abellán | 5      |

## Llista de guanyadores en categoria TR2
D'ençà del 2006 es convoca també un campionat específic per a participants amb menys experiència, anomenat Copa d'Espanya de trial "Féminas B" fins al 2011, Femenino B des del 2012 i Femenino TR2 des del 2020.
A 3 de desembre de 2024
| Temporada | Campiona           | Motocicleta |
| --------- | ------------------ | ----------- |
| 2006      | Sofia Pedrosa      | Gas Gas     |
| 2007      | Clara Genovés      | Gas Gas     |
| 2008      | Natalia Chana      | Sherco      |
| 2009      | Verónica Miguens   | Gas Gas     |
| 2010      | Emma Castañeiras   | Gas Gas     |
| 2011      | Maria Giró         | Gas Gas     |
| 2012      | Maria Giró         | Gas Gas     |
| 2013      | Neus Múrcia        | Gas Gas     |
| 2014      | Alba Lara          | Beta        |
| 2015      | Alba Lara          | Gas Gas     |
| 2016      | Eva Muñoz          | Sherco      |
| 2017      | Eva Muñoz          | Sherco      |
| 2018      | Idoia Pey          | Beta        |
| 2019      | Laia Pi            | Sherco      |
|           |                    |             |
| 2020      | Laia Pi            | Sherco      |
| 2021      | Laia Pi            | Sherco      |
| 2022      | Daniela Hernando   | Beta        |
| 2023      | Maria López        | Beta        |
| 2024      | Queralt Fontdevila | Beta        |

1. ↑  Primera edició com a TR2